# Helmuth Weidling
 (août 2011).
Si vous disposez d'ouvrages ou d'articles de référence ou si vous connaissez des sites web de qualité traitant du thème abordé ici, merci de compléter l'article en donnant les références utiles à sa vérifiabilité et en les liant à la section « Notes et références ».
Helmuth Weidling, né le 2 novembre 1891 à Halberstadt (Empire allemand) et mort le 17 novembre 1955 à Vladimir (Union soviétique) est un militaire allemand, général d'artillerie de la Seconde Guerre mondiale. Pendant la bataille de Berlin en 1945, il est le dernier commandant de la zone de défense de la ville et supervise sa reddition aux Soviétiques, quelques jours avant la fin du conflit en Europe. Condamné pour crimes de guerre, il meurt dans une prison soviétique.

## Biographie
Né à Halberstadt (province de Saxe), Weidling s'engage en 1911 dans le 6e régiment d'artillerie de campagne de l'armée prussienne à Breslau. Général de corps d'armée en 1944, il est versé en juillet 1944 dans la réserve du Führer. Le 12 avril 1945, il devient le commandant du LXIe corps de blindés puis commandant de la « Région de défense de Berlin », le 22 avril lors de la bataille de Berlin. Il se rend aux Soviétiques le 2 mai 1945, et meurt à la prison de Vladimir (Union soviétique) le 17 novembre 1955.

## Pologne, France et Russie
En novembre 1938, Weidling est promu colonel (Oberst) au sein du 56e régiment d'artillerie, avec ce régiment, il combat en Pologne durant la Campagne de 1939.
En avril 1940, il est nommé commandant du XL Panzer-Korps qu'il mena lors de la bataille de France et au début de l'opération Barbarossa en 1941

### XLI.Panzer-Korps
Le 15 octobre 1943, Weidling fut nommé commandant en chef du XLI.Panzer-Korps. Il conserva ce commandement jusqu'au 10 avril 1945 sauf du 19 juin 1944 au 1er juillet 1944, lorsqu'il fut remplacé par le Generalleutnant Edmund Hoffmeister.
Il prit ce commandement après que les Panzer de l'unité eurent participé à la bataille de Koursk en juillet 1943), trois mois après sa prise de fonction, Weidling fut promu au rang de General der Artillerie.
Le 10 avril 1945, il fut relevé de ses fonctions et transféré dans la réserve (Führerreserve) au sein de l'Oberkommando des Heeres (OKH). Deux jours plus tard, il fut néanmoins nommé commandant du LVI.Panzer-Korps. Celui était intégré au Groupe d'armée Vistule du général Gotthard Heinrici qui participera durant les derniers jours de la guerre à la bataille de Berlin.

### LVI.Panzer-Korps
Le 16 avril, il prend part à la bataille des Hauteurs de Seelow qui se déroule sur les bords de l'Oder-Neisse. Le LVI.Panzer-Korps était disposé au centre, avec le 101e corps d'armée à sa gauche et le 11e SS-Panzer-Korps à sa droite.
Les trois corps étaient intégrés à la 9e armée du général Theodor Busse qui défendait les hauteurs de l'Oder. Si les trois unités occupaient des positions défensives efficaces, elles manquaient cruellement de chars d'assaut. Cependant, à la fin de la journée, Weidling et Henrici s'apercevaient que Hitler avait transféré les trois Panzer division du groupe d'armées Vistule sous l'autorité du récemment promu Generalfeldmarschall Ferdinand Schörner.
Pendant ce temps, le colonel (Oberst) Theodor von Dufving était le chef d'état-major de Weildling, assisté par le colonel Hans-Oscar Wöhlermann en tant qu'officier d'artillerie.
À partir du 19 avril, la position du groupe d'armées Centre de Schörner, adjacent au groupe d'armées Vistule, devenait intenable. Henrici fut de plus forcé de retirer ses troupes incluant le LVI.Panzer-Korps de Weidling. La ligne de défense de Seelow était la dernière ligne défensive importante avant Berlin, ce qui laissait ainsi la route ouverte pour l'Armée rouge.

## Commandant de la Zone de Défense de Berlin
Le 22 avril 1945, Hitler ordonna que Weidling soit passé par les armes. En effet le dictateur n'acceptait pas que le commandant du LVI Panzer-Korps ait ordonné la retraite de ses Panzers devant l'avance des forces soviétiques ; selon les conceptions du dirigeant nazi, cela méritait la mort. La situation tourna au quiproquo et fut clarifiée avant que l'exécution n'ait pu être programmée.
Le 23 avril, il fut nommé commandant de la Zone de Défense de Berlin en remplacement du Generalleutnant Hellmuth Reymann, du colonel Ernst Kaether et de Hitler lui-même.
Auparavant Reymann avait tenu les positions allemandes jusqu'au 6 mars, à partir du 22 avril il fut remplacé pour une journée par Kaether, avant que pour une courte période, Hitler récupère personnellement le contrôle de la défense de Berlin par le biais de son représentant, le Major-General Erich Bärenfänger. 
Il ordonna à Weidling « de défendre la ville de Berlin jusqu'au dernier homme ».

### Capacité défensive
Les forces disponibles pour défendre la cité incluaient approximativement 45 000 hommes issus principalement de la Wehrmacht Heer et des Waffen-SS. Elles étaient complétées  par les forces de l'ordre berlinoises, les Jeunesses hitlériennes et par quarante mille hommes de la Volkssturm.
Le commandement du district central était confié au SS Brigadeführer Wilhelm Mohnke. Celui-ci avait été nommé par Hitler lui-même et possédait plus de deux mille hommes sous son commandement direct. Les soviétiques estimèrent plus tard le nombre de combattants pour la défense de Berlin à cent quatre-vingt mille hommes, se basant sur le nombre de prisonniers capturés. Cependant ce nombre incluait des hommes en uniforme désarmés, les personnels de la Deutsche Reichsbahn (Chemins de Fer) ou les personnels du Reichsarbeitsdienst (Service du travail du Reich).
Weidling organisa la défense en divisant la ville en huit secteurs désignés par des lettres de "A" à "H", chaque secteur étant commandé par un colonel ou un général. Mais peu d'entre eux disposaient d'une réelle expérience au combat. À l'ouest de la ville était positionnée la 20e Panzergrenadier Division, au nord la 9e division parachutiste, au nord-est était placée la Müncheberg Panzer Division. À l'aéroport de Tempelhof se trouvait la 11e SS Nordland Panzergrenadier Division. Weidling disposait en réserve de la 18e Panzergrenadier Division en centre-ville.
Le 25 avril, Weidling nomma le Generalmajor der Reserve Werner Mummert, commandant de la division Müncheberg, commandant du 56e Corps d'Armée et le remplaça par le colonel Hans-Oscar Wöhlermann qui était également le commandant de l'artillerie de la zone de défense de Berlin.
Le lendemain, il ordonna à la Müncheberg et à la Nordland d'attaquer en direction de l'aéroport de Tempelhof et de Neukölln. La première avec ses dix derniers tanks réussit une bonne progression grâce à l'effet de surprise généré chez les Soviétiques. Cependant les Soviétiques se ressaisirent et lancèrent une sévère contre-attaque qui stoppa l'avance des blindés allemands.

### Bendlerblock

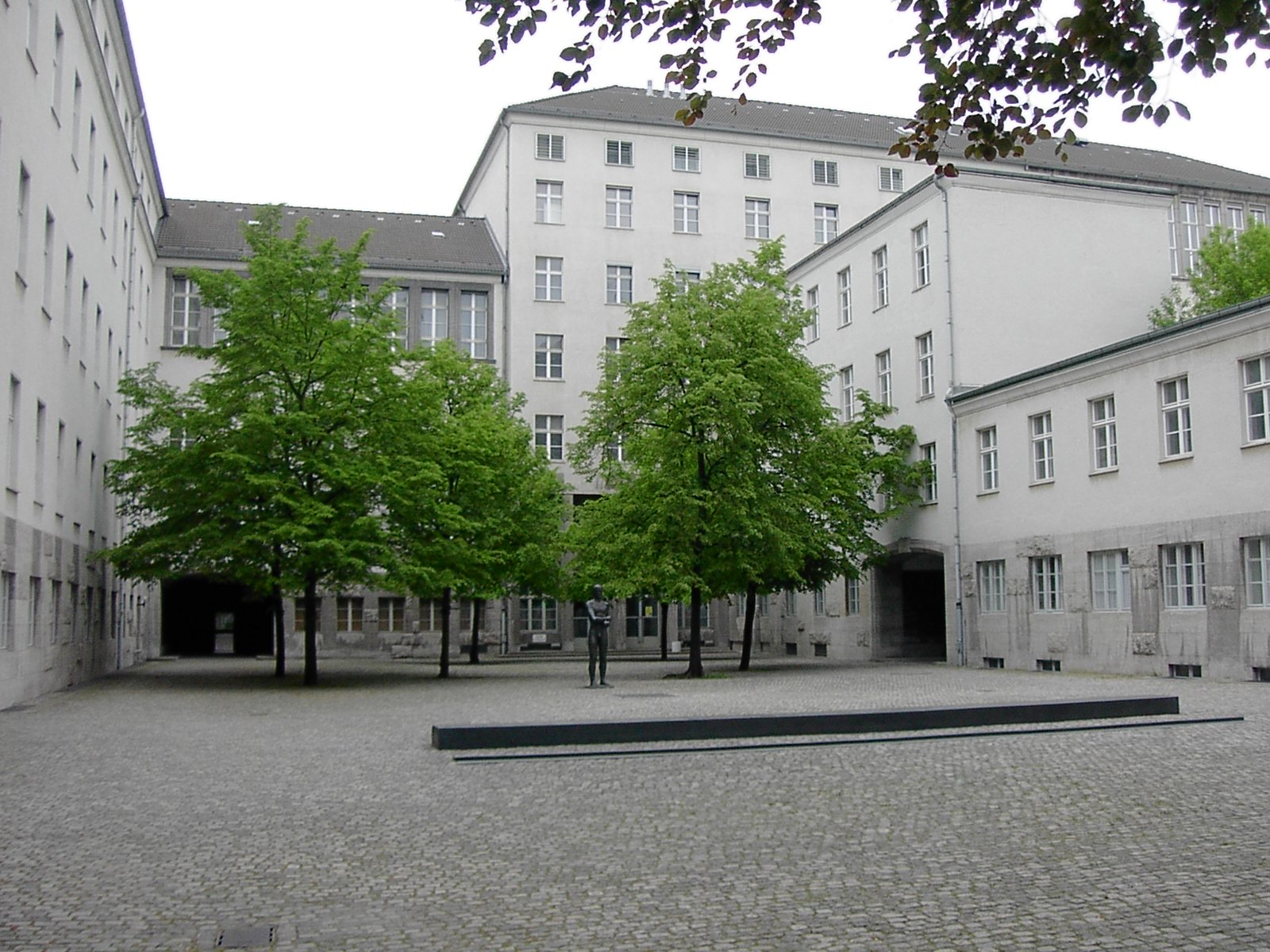
Le bâtiment du Bendlerblock en 2007

Autour du 26 avril 1945, Weidling choisit comme quartier général l'ancien bâtiment de l'Armée à la Bendlestrasse, le Bendlerblock. Il possédait des défenses anti-raid et était proche de la Chancellerie du Reich. Du fond du Bendlerblock, son état-major travailla jour et nuit pendant toute la bataille.

### Cours martiales «volantes»
Le journal d'un officier de la Panzerdivision Müncheberg décrivait le fonctionnement des "cours martiales volantes", qui agissaient à l'époque :

« La présence des cours martiales-volantes était très importante, en leur sein siégeaient majoritairement de très jeunes officiers SS, peu décorés, fanatiques et aveuglés. L'espoir de rachat et la peur de ces cours ramenaient les hommes au combat.
Le général Mummert refusa la présence de telles cours sur son secteur de commandement . . . Il était d'ailleurs déterminé à faire fusiller tout juge qui apparaîtrait. »

À la fin de la journée du 27 avril, Weidling et les forces sous son commandement se retrouvent complètement coupées du reste de l'Allemagne. Comme la Division Müncheberg était engagée dans un ultime combat à Wilmersdorf, l'encerclement de la ville devenait total et les soldats piégés. Le Bureau Soviétique d'Information annonça que le 1er Front Biélorusse avaient cassé les dernières défenses solides de Berlin et approchait de l'est, du sud. Elles avaient joint les troupes venant du nord-ouest de Potsdam, ce faisant les Soviétiques avaient coupé Berlin du monde extérieur. Ceux-ci avaient également pris Gartenstadt, Siemenstadt, et la Gare de Goerlitz à l'est de Berlin.
Quand Weidling découvrit que la majeure partie de la dernière ligne de défense allemande à Berlin était "tenue" par des Jeunesses Hitlériennes, il ordonna à leur commandant, Arthur Axmann de dissoudre ses formations de combat dans la ville, mais dans la confusion ambiante, l'ordre ne lui parvint pas. En conséquence, la plupart des combattants des Jeunesses Hitlériennes décèderont dans la bataille.

### Ralentissement de l'avance soviétique
Le 29 avril, le Bureau Soviétique d'information annonçait que les troupes du 1er Front biélorusse continuaient de progresser dans Berlin, et occupait le secteur nord-ouest de Charlottenburg, la moitié ouest de Moabit et la partie est de Schoeneberg. Parallèlement le premier front ukrainien avait pris possession de Friedenau et Grunewald au nord-ouest de Berlin.
Pendant la soirée du 29 avril, le quartier général de Weidling au Bendlerblock n'était plus qu'à quelques mètres de la ligne de front. Weidling discuta avec le commandement divisionnaire de la possibilité de se replier au sud-ouest de la ligne tenue par l'armée de Wenck. Pendant ce temps les avant-gardes de Wenck atteignaient le village de Ferch sur les rives du Schwielowsee (de) près de Potsdam. La retraite du Bendlerblock fut décidée pour 22:00 la nuit suivante.
Le 30 avril, le Bureau soviétique d'information annonçait que le 1er Front Biélorusse avait pris Moabit, la gare de Anhalter, Joachimsthal au nord de Berlin et Neukölln, Marienwerder et Liebenwalde. Le 1er Front Ukrainien occupait la partie sud de Wilmersdorf, Hohenzollerndamm, et de la gare d'Halensee.

### Führerbunker

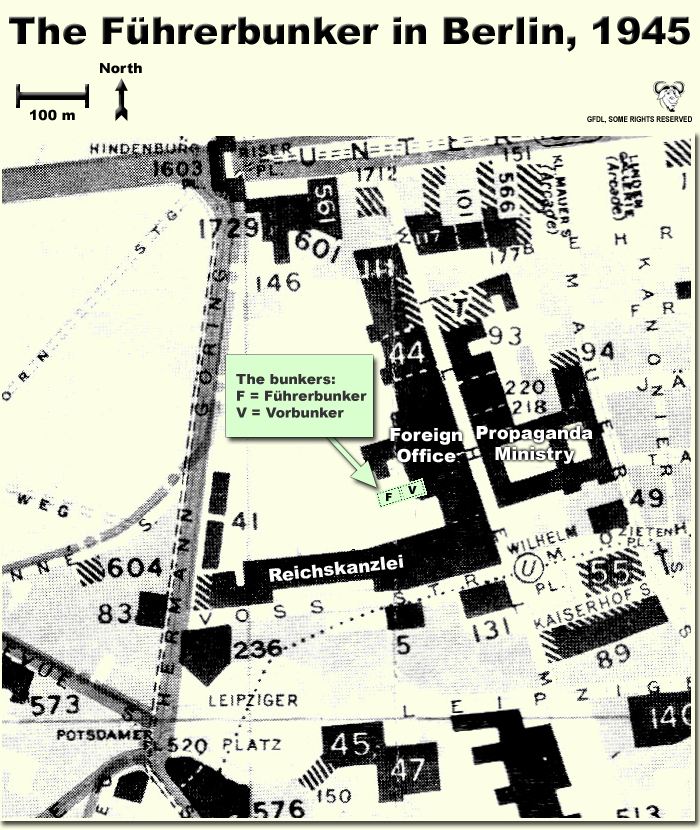
Situation du Führerbunker à Berlin en 1945

Aux premières heures du 30 avril 1945, alors que les forces soviétiques continuaient de combattre et progressaient à l'intérieur du centre-ville de Berlin, Hitler et sa compagne depuis plusieurs années, Eva Braun, se marièrent au Führerbunker.
Plus tard dans la matinée du 30 avril, alors que les Soviétiques n'étaient plus qu'à 500 mètres du bunker, Hitler rencontra Weidling qui l'informa que la garnison de Berlin n'aurait certainement plus aucune munition à partir de la nuit. Weidling demanda à Hitler l'autorisation de s'évader de la ville, requête déjà demandée mais en vain par le passé. Le Führer ne donna pas de réponse sur le moment, et Weidling se retira. En rentrant au Bendlerblock, son quartier-général vers 13 heures, il apprit que Hitler l'avait finalement autorisé à tenter une sortie pour la nuit.
Vers 15h30, Hitler et son épouse se suicidèrent en ingérant du cyanure et par balle pour Hitler qui choisit d'utiliser simultanément ces deux moyens. Selon ses instructions, les deux corps furent incinérés.
Plus tard, quand Weidling revint au Führerbunker, il rencontra Goebbels, Bormann et Hans Krebs. Les trois hommes le conduisirent dans la pièce où le couple s'était suicidé et l'informèrent que les corps avaient été brûlés dans un cratère d'obus, au jardin de la Chancellerie adjacent.
Weidling fut forcé de jurer qu'il ne répèterait cette information à personne. La seule personne du monde extérieur à être au courant fut Joseph Staline. Une tentative de conclure un armistice eut lieu durant laquelle le général Krebs donna l'information au commandement soviétique qui la retransmit au Kremlin.
Le colonel Hans Refior, chef d'état-major de Weidling fut plutôt étonné ensuite, au Bendlerblock. En effet, Weidling lui déclara qu'il lui était impossible d'expliquer ce qui s'était passé, mais plusieurs de ses subordonnés, son chef d'état-major le colonel Theodor von Dufving notamment, comprirent les événements.
Selon les dernières volontés de Hitler inscrites sur son testament, Joseph Goebbels, ministre de l'Instruction publique et de la Propagande, devenait le nouveau chef du gouvernement et chancelier du Reich (Reichskanzler).
Le 1er mai à 03 heures 15, le Reichskanzler Goebbels et Bormann (chef du parti Parteikanzlei et secrétaire privé de Hitler, envoyèrent par radio un message au Grand-Amiral Karl Dönitz afin de l'informer de la mort du Führer et du souhait de Hitler de le nommer "Président du Reich" (Reichspräsident).
Le 1er mai, quelques heures après le suicide de Hitler, Joseph Goebbels envoya le général Hans Krebs et le Chef d'État-Major de Weidling, avec un drapeau blanc, parler au Général Vassili Tchouïkov, commandant de la 8e Armée soviétique et commandant des forces soviétiques dans le centre-ville de Berlin. Krebs arriva peu avant 4 heures et prit Tchouïkov par surprise. Parlant russe couramment, le général allemand l'informa que Hitler et Eva Braun s'étaient suicidés dans le Führerbunker. Le Soviétique, qui n'était pas au courant de ce qui s'était passé sous la Chancellerie, répondit calmement qu'il en était déjà informé. Tchouïkov n'était pas, cependant, préparé à négocier avec Krebs. Les Soviétiques n'acceptaient qu'une capitulation sans condition mais Goebbels n'avait pas autorisé Krebs à signer un tel accord.
La conférence entre Krebs et  Tchouïkov n'aboutit ainsi à aucun accord. Selon la secrétaire personnelle de Hitler, Traudl Junge, Krebs retourna au bunker « exténué, harassé ». En conséquence la reddition de Berlin fut retardée jusqu'au moment où Goebbels se suiciderait.
Tard dans l'après-midi du 1er mai, les parents Goebbels empoisonnèrent leurs enfants. Vers 20 heures 30, Goebbels ordonna à un garde SS de l'accompagner dans les jardins de la chancellerie et de le tuer, lui et son épouse, puis de brûler les corps. Après cet événement, Weidling put entamer des négociations avec les Soviétiques.

### Rencontre avec Vassili Tchouïkov
Le 2 mai, Weidling et son chef d'État-major, Dufving organisèrent une rencontre avec le général Vassili Tchouïkov pendant laquelle les deux commandants échangèrent la conversation suivante :
- Tchouïkov : "Êtes-vous le commandant de la garnison de Berlin ?"
- Weidling : "Oui, je suis le commandant du LVI Panzer Corps."
- Tchouïkov : "Où est Krebs ?"
- Weidling : "Je l'ai rencontré hier à la chancellerie du Reich et il m'a déclaré qu'il souhaitait mettre fin à ses jours. Il m'a également critiqué pour avoir entamé des pourparlers officieux en vue de la capitulation. Les ordres concernant celle-ci ont été distribués aujourd'hui."

[Immédiatement, le général soviétique Vassili Sokolovski demanda]

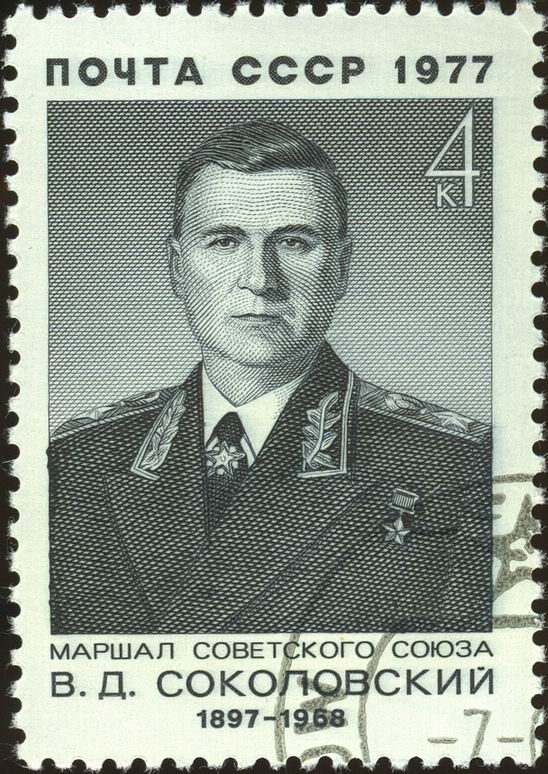
Sokolovski sur un timbre-poste soviétique.

- Sokolovski : "Où sont partis Hitler et Goebbels ?"

[Cette question surprit Weidling qui garda tout de même une voix posée et répondit]
- Weidling : "Pas loin, d'après ce que je sais, Goebbels et sa famille se sont suicidés. Le Führer s'est empoisonné le 30 avril avec son épouse."
- Tchouïkov : "Est-ce seulement qu'une rumeur ou les avez vous-vus ?"
- Weidling : "J'étais à la chancellerie du Reich pendant la soirée du 30 avril, Krebs, Bormann et Goebbels m'en ont parlé."
- Tchouïkov : "Ainsi, la guerre est finie ?"
- Weidling : "Je pense que chaque décès inutile est un crime . . . de la folie"

[Le général Sokolovski l'interrompit encore]
- Sokolovski : "Distribuez un ordre de capitulation complète pour qu'il n'y ait pas de résistance sur des secteurs isolés. Mieux vaut tard que jamais."
- Weidling : "Nous n'avons plus de munitions et plus que quelques armes. Par conséquent la résistance ne peut pas durer très longtemps. L'Allemagne est dans une situation confuse et je ne serai pas forcément cru si j'annonce que le Führer est mort."
- Tchouïkov : "Écrivez cet ordre comme une capitulation complète, vous libèrerez votre conscience."

Sous la direction des deux généraux, Weidling rédigea l'ordre de reddition : 
« Le 30 avril 1945, le Führer s'est suicidé entraînant l'abandon pour tous ceux qui lui avaient juré loyauté de leur serment. Selon ses ordres, vous soldats allemands, vous êtes battus pour Berlin malgré le manque de munitions de plus en plus perceptible et malgré la situation qui faisait de votre résistance un non-sens.
J'ordonne immédiatement la cessation de toute résistance.

General der Artillerie, ancien commandant de la Zone de Défense de Berlin »
[Puis la conversation continua]
- Tchouïkov : "Ce n'est pas nécessaire d'inscrire 'ancien'. Vous êtes toujours commandant."
- Weidling : "Jawohl ! Comment j'intitule ce texte, un appel ou comme un ordre ?"
- Tchouïkov : "Un ordre."[1]

La réunion entre Weidling et Tchouïkov s'acheva à 8 h 23 le 2 mai 1945. Pendant la journée, des haut-parleurs annoncèrent la reddition et des copies de l'ordre furent distribuées aux derniers défenseurs. Excepté les derniers nids de résistance, la bataille de Berlin était finie.

## Décorations
- Erinnerungsabzeichen für die Besatzung der Luftschiffe
- Croix de fer (1914)
  - 2e classe
  - 1re classe
- Croix de chevalier de l'ordre de Hohenzollern avec glaives
- Croix hanséatique de Lübeck
- Croix du Mérite militaire d'Autriche 3e Classe avec décoration de guerre
- Agrafe de la croix de fer (1939)
  - 2e classe
  - 1re classe
- Croix allemande en or (23 juin 1942)
- Croix de chevalier de la croix de fer avec feuilles de chêne et glaives
  - Croix de chevalier le 15 janvier 1943
  - 418e feuilles de chêne le 22 février 1944
  - 115e glaives le 28 novembre 1944

## Après-guerre
Le 27 juillet 1952, le tribunal militaire du MVD (successeur du NKVD) pour le district de Moscou condamna Weidling à 25 ans de prison pour crimes de guerre. Le principal reproche qui lui fut fait lors de son procès portait sur un ordre qu'il donna en mars 1944 aux soldats du XXXXI. Panzerkorps, à savoir celui de déporter tous les malades du typhus et prisonniers de guerre soviétiques vers le camp de concentration d'Azarytchy (ru), où la plupart d'entre eux moururent dans des conditions épouvantables,. 
Il décéda le 17 novembre 1955, apparemment au cours d'une garde à vue organisée par le KGB à Vladimir. Le KGB consigna comme suit la cause du décès (en) : « sclérose cardiaque et artérielle parallèlement à un collapsus circulatoire ». Il fut enterré sous une tombe anonyme dans le cimetière de la prison. 
Après la chute de l'Union soviétique, la nouvelle fédération de Russie commença à réhabiliter un certain nombre de prisonniers de guerre allemands condamnés pour crimes de guerre (ru). Le 16 avril 1996, le bureau du procureur militaire en chef (ru) refusa cependant d'ouvrir le cas de Weidling à cette politique de réhabilitation, qui fut interrompue en 1998 face au mécontentement de l'opinion publique.

### Filmographie
- La chute (2004), d'Oliver Hirschbiegel, où Weidling est interprété par Michael Mendl.